# Nymphon setimanus
Nymphon setimanus is een zeespin uit de familie Nymphonidae. De soort behoort tot het geslacht Nymphon. Nymphon setimanus werd in 1946 voor het eerst wetenschappelijk beschreven door Barnard. 